# Сільмаш (футбольний клуб, Львів)
«Сільма́ш» — футбольний клуб з міста Львова. Існував протягом 1961—1963 років. Чемпіон Львівської області 1961 і 1962. На основі «Сільмаша» в 1963 році створено клуб «Карпати» (Львів).

## 1955 - 1961
У 1955 році, за ініціативою директора заводу «Львівсільмаш» Волкова Олександра Афанасійовича (1905 - 1988) було реконструйовано давній стадіон РКС на вул. Окружній і створено на його базі, спільно з Львівським інститутом фізичної культури (ректор Георгій Горочий)  футбольну команду, перед якою було поставлено завдання здобути для Львова путівку до класу «Б», а згодом, можливо, й путівки до найвищої ліги СРСР. На той час місто представляв у класі «Б» лише армійський клуб СКА (Львів).
Тренерами призначено колишніх гравців «Спартака» (Львів) — Мирослава Турка та Василя Соломонка, який тоді був завідувачем кафедри спортивних та рухливих ігор інституту фізкультури. Забезпечення командою всім необхідним узяло на себе керівництво заводу «Львівсільмаш».
«Сільмаш» одразу став чемпіоном області, перемігши у вирішальній грі 16 жовтня 1961 року на стадіоні СКА «Локомотив» (Стрий) — 3:0. Голами відзначились Олег Волох (2) і Віктор Красношапка. Тож, згідно з регламентом, «Сільмаш», як чемпіон області, отримав право зіграти перехідні матчі з найгіршою командою від Львівської області класу «Б» (нею став дрогобицький «Нафтовик») за право наступного року виступати у класі «Б».
Перший матч проходив у Дрогобичі й завершився нічиєю 1:1. Як згадував один із наставників «Сільмашу» Василь Соломонко, симпатики «Нафтовика» до пізної ночі галасували біля готелю, де оселилися львів'яни, скандуючи: «Не віддамо Львову клас „Б“!». У повторній грі дрогобичани перемогли 3:1.

## 1962
Наступного року «Сільмаш» знову переміг у чемпіонаті Львівщини та знову здобув право на перехідні матчі з найгіршим представником Львівщини у класі «Б», яким став «Нафтовик» (Дрогобич), що посів 35 місце серед 39 колективів.
Перший поєдинок у Дрогобичі закінчився з рахунком 1:0 на користь господарів, але 4 листопада 1962 року в матчі-відповіді на стадіоні «Сільмаш» львів'яни розгромили суперника — 3:0, отримавши право виступати в радянському класі «Б» сезону 1963.
Футболісти, які протягом 1962 року захищали кольори «Сільмашу»: Володимир Вараксін, В'ячеслав Волков, Олег Волох, Зеновій Гнатик, Геннадій Голубій, Ярема Калиневич, Богдан Кесло, Анатолій Кляшторний, Валерій Кубарєв, Ігор Кульчицький, Вільгельм Пфайфер, Михайло Рибак, Йосип Фалес, Володимир Сокіл, Владлен Столбін, Валентин Ходукін, Лев Школьник, Тадей Щепанюк. Наставники: Юрій Зубач і Василь Соломонко.
Напередодні сезону 1963 рішенням найвищих футбольних органів СРСР було створено Другу групу класу «А», у якій було передбачено місце для команди зі Львова. Для участі в турнірі такого високого рангу керівництво міста, попри наявність армійської команди СКА і «Сільмашу», вирішило створити новий цивільний, профспілковий колектив. На початку 1963 року на базі «Сільмашу» було створено клуб «Карпати» (Львів). «Сільмаш» «передав» йому свої зелено-білі кольори, а також двох гравців: Ігоря Кульчицького і Йосипа Фалеса.